# 漢和辞典
- 漢和辞典
- 漢和字典

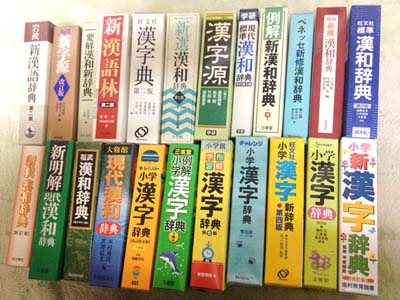
漢和辞典の一例

漢和辞典（漢和字典、かんわじてん）は、漢字、漢語（熟語）の意味を日本語で解説した辞典のこと。同種の辞典として漢字辞典（かんじじてん）・漢語辞典（かんごじてん）などがあり、本項ではこれらについても言及する。文字ごとに「拼音（現代標準中国音）」や「四声」「韻」「故事成句」「難読地名」「名付け」などといった追加情報を併記しているものも多く、拼音索引から日本語の訓読みと音読みを調べる以外にも漢字の中国語での発音を調べることにも利用される。

## 概説
漢和辞典は「漢文の読解を主な目的とした辞典」と「現代日本語の漢字・漢語の理解を主な目的とした辞典」の2種に大別される。前者は用例に漢文を多用して訓読文や現代語訳を載せることが多いが、後者は漢文をあまり載せずに明治以降に作られた和製漢語も数多く収録している。購入層は、前者が主に高校生・大学生・一般、専門家向け、後者は主に高校生・大学生・一般向けとなっている。また、後者には、字数がやや少なめで挿絵を多く入れた小・中学生向けのものもある。
収録字数はまちまちだが、小学生向けのものは基本的に常用漢字や人名用漢字を網羅した2000字から3000字程度で、学習しやすいように漢字の成り立ちや豆知識を豊富な図版で解説したものが多い。漢字の学習が主であるため、漢和辞典ではなく漢字辞典と題する傾向にある。中学生以上向けのものでは、6000字から10000字程度で表外漢字も豊富に収録しており、一般向けの漢文読解を主な目的とした辞典では、1万字以上を収録しているのが普通である。
いずれにせよ、漢和辞典が抱える課題は、とりもなおさず「日本語の在り方をいかに考えるか」という根本的姿勢に大きく関係しているといえる。

## 歴史

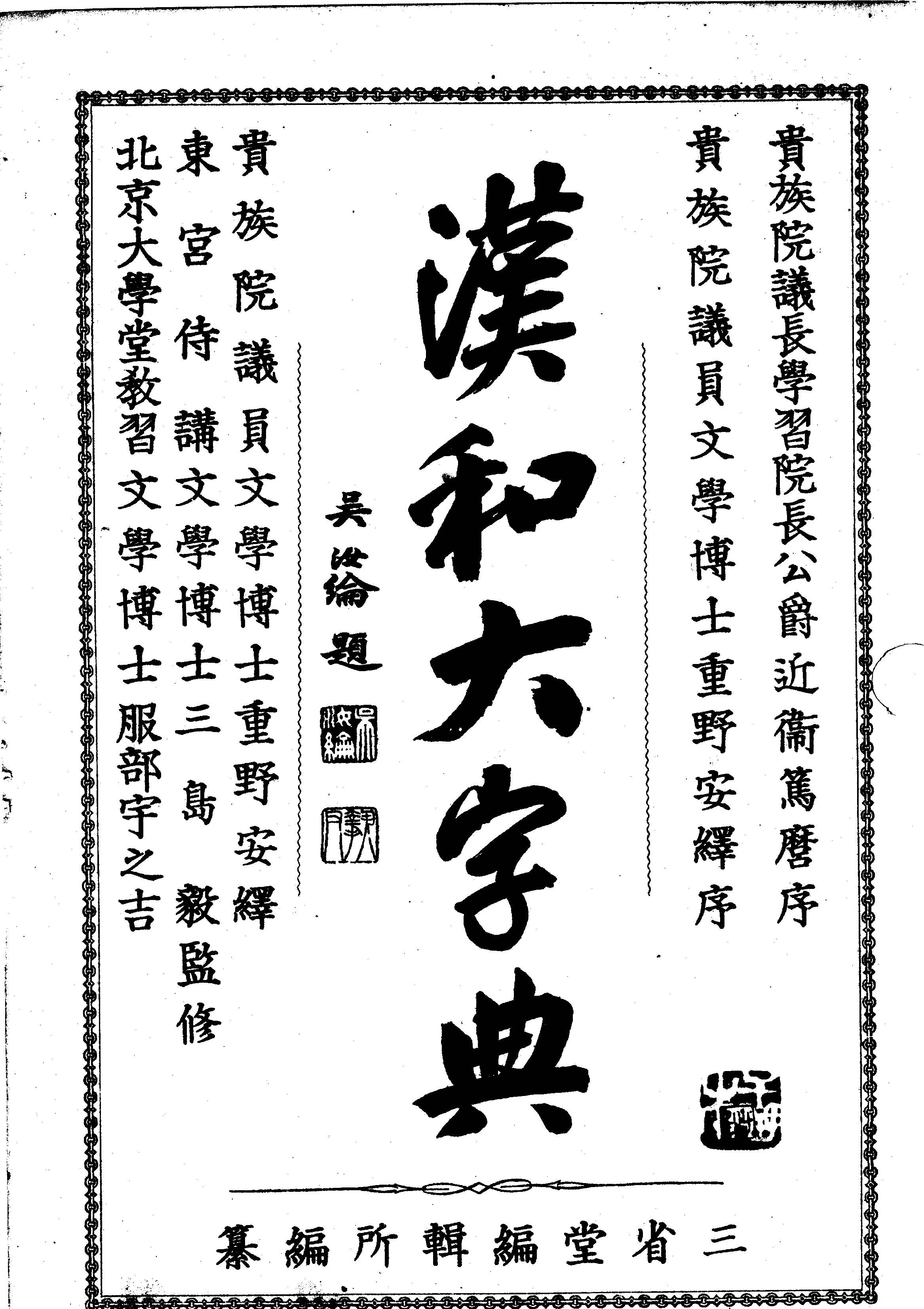
近代的漢和辞典の創始とされる『漢和大字典』（三省堂・1903年）の本扉
監修として重野安繹、三島毅、服部宇之吉の名前が記載されているが、実質的な編纂は齋藤精輔を中心に、足助直次郎、深井鑑一郎、福田重政らが当たったという。なお、監修者の記載は、この辞書から始まったとされる。

多くの漢和辞典は、漢字を部首によって分類し、部首の画数順に配列し、同一部首に属する漢字は、部首を除いた画数の順に配列する方法によっている（いわゆる康熙字典順）。多くの漢和辞典では、熟語は1文字目の漢字の項目に列記するが、2文字目以降の漢字の五十音順に配列するのが現在では主流である。
もともと中国には、漢字の字形によって部首分類した「字書」、漢字の字音によって韻分類した「韻書」、漢字や字句の意味によって部門ごとに分類した「義書」があった。例えば「字書」には『説文解字』『玉篇』『類篇』『龍龕手鑑』などがあり、「韻書」には『切韻』『唐韻』『広韻』『集韻』などがあって、「義書」には『爾雅』『方言』『釈名』『広雅』などがある。これらの字典に倣って、日本でも様々な漢和辞典が作られた。例えば古代期には『篆隷万象名義』『新撰字鏡』『類聚名義抄』などがあり、中世期には『字鏡集』『倭玉篇』などが編まれている。近世期に入ると、ある語を漢字でどう書くかを調べるための辞書『節用集』が広く利用されたほか、『名物六帖』『雑字類編』などが出現した。
それまでの漢和辞典は基本的に熟語を収録しないのに対して、近現代の漢和辞典は熟語を積極的に収録しており、漢語辞典とも呼ぶべき傾向にあった。これは幕末から明治以降、いわゆる文明開化の波に乗って欧米の知識が大量に移入されるようになったのに伴い、漢語が急激に増加したことに起因する。当初は特定の文献の読解を目的とした注釈書のようなものに過ぎなかったが、次第に汎用性の高いものへと発達した。初の近代的漢和辞典とされるのが『漢和大字典』（三省堂・1903年）で、そこに施された工夫は以降の漢和辞典の模範となった。また、大正期に刊行された『大字典』は、見出しとなる全ての漢字に通し番号を施して検索の利便性を図った点などにより、世間に広く盛行した。そして、大規模な漢和辞典の刊行を目指していた諸橋轍次は、幾多の困難を乗り越えて『大漢和辞典』の刊行を成し遂げた。
近年の漢字をめぐる状況の変化により、収録字数は増加の一途をたどっている。1990年代からパーソナルコンピュータ・ワードプロセッサで扱える第1・第2水準漢字（約6000字）を網羅する辞典が増え、補助漢字を網羅した辞典も登場した。2000年代には表外漢字字体表（2000年）の制定や人名用漢字の大幅増加（2004年）、第3・第4水準漢字の制定（2000年制定、2004年改定）などがあり、全体的に収録字数が大幅に増加した。2010年には常用漢字の改定があり、これも小中学生向け辞典の収録字数が増加することにつながった。

## 構成

### 見出し字の親字
見出しとなる文字は「親字（おやじ）」といい、字体は伝統的な字体である「康熙字典体」と呼ばれるものに拠っているが、常用漢字（とその前身当用漢字、人名用漢字）などにより広く通用する字体が伝統的なものと異なる場合は、そちらが優先されることが多い。その場合、伝統的字体は「旧字体」として併記される（または「正字」「本字」とも）。異体字は「俗字」「略体字」「古字」など細分化して示されているものや、「甲骨文字」「金文」「篆書体」など複数の古書体を併記するものもある。
常用漢字や人名用漢字は文字色や括弧の種類などで他の漢字と区別されることが多い。教育漢字についても他の常用漢字から区別して表示している漢和辞典もある。国字については記号等で示されることが多い。

### 親字の配列
漢和辞典の親字は部首の画数順に配列される。例えば漢字の「水」や「氷」という字は「水」という部首に属する。まず部首の「水」は画数が4画であり漢和辞典全体では4画目に配列される。次いで部首ごとに部首内画数（部首に更に加えられる画数）に従って漢字が配列されている。漢字の「水」は部首「水」の字形そのままであるから、部首内画数は0であり「水」部の0画目（先頭）に配列される。「氷」の字の部首内画数は左上の点の1画が部首に付け加えられた形であるから、部首内画数は1であり「水」部の1画目に配列される。

### 親字での解説
親字では次のような解説が置かれる。
- 総画数 - 表示しない辞書もある。同じ漢字について、全ての漢和辞典で画数が同じとは限らない[注 5]。
- 部首内画数 - 検索の際に用いるため通常表示される。
- 異体字 - 親字と音訓・字義が共通で同一字種と見なされる字体。旧字体・俗字のほか誤字が掲出されることがある[25]。個々の漢和辞典が正字と見なす字体・取り上げる字体、また字源解説に現れる声符などの漢字の部分字形には、既製の一般用書体では対応できないものがある。辞典のための専用フォントが製作されることもある[26]。
- 音訓 - 親字ごとに通用されている「字音」「字訓」が記される。常用漢字では表内音訓が表示される[27]。漢音・呉音・唐音などの区別も示されることがある[28]。辞典によっては人名用の読みを記載したものも見られる[29]。
- 字義 - 文字の持つ意味。記述は概ね歴史主義を採用しており、時代ごとに古い意味から新しい意味へと配列されている[30]。辞典によっては漢文法に従って品詞を示して意味ごとに区分するものもある[31]。また、字音によって意味の異なる場合がある時には、区分した上でぶら下げる形で記述することがあるほか、特殊な位相[注 6]における意味を注記する場合もある[32]。中には「類義」「対義」などの注記を示しているものもある[33]。
- 字源 - 漢字の成り立ち。かつては『説文解字』の字源説をそのまま踏襲しているものが多かったが、編著者独自の説を採用・併記するものも多い[34]。説文解字の分類法「六書」に基づいた字源解説がなされているところは各辞典に共通するが、多くの漢字について研究者によって字源の解釈に差異があり[34]、「同じ漢字なのに字源の解説が辞書によって全く違う」という事象も見られる。そのためか辞典によっては字源についてほとんど載せていないものもある。
- 筆順 - 常用漢字や人名用漢字については、目安として筆順が掲げられることが多い[35]。
- 熟語 - 主として、上付きの熟語が意味と用例を交えて紹介され、下付きの熟語を記載している例は少ない[36]。常用漢字に対しては双方、記載している例が多い。採録される熟語の範囲は、辞書の規模と基本方針における観点によって変わる[36]。記述の順番は、原義に近い順に記述する方針をとる場合もあれば、使用度の高いものを優先的に列挙する場合もある[37]。辞典によっては、使用分野に関する注記として「仏教語」「俗語」「近世語」などが記載されているものもある[38]。また、熟語として立項されなかったものの中で、読みが複雑な熟語は「難読語」として挙げられることもある[39]。
- 文字コード - 文字コードを示す漢和辞典もある。
  - Unicode
  - JISコード - コンピュータではいまでこそ「手書き文字認識」「部品検索」などで容易に難しい漢字を入力できるようになったが、漢字仮名交じり文を扱える情報機器が普及し始めた頃は、ユーザが読みを知らない漢字の入力方法といえばJISコードを直接入力するしかなかった。ワープロ専用機全盛期には「漢字を部首で引き、JISコードを調べる」ことに特化し、JISコードと音訓以外の解説を一切省略した「ワープロ辞典」の類も多く出版された。

## 主要な漢和辞典

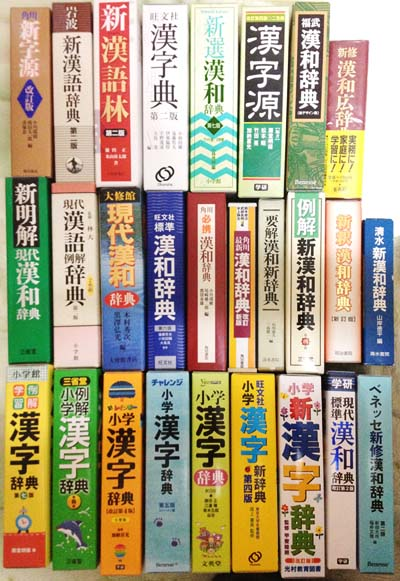
日本の出版社の漢和辞典

ここでは、一般向け漢和辞典と中学生以降を対象とする中学生から一般向け（ここでは、端書きに中学生向けと記載されているものを指す）辞典を列記する。この中には現在、品切れ再販未定または絶版になっているものも含む。一般書店では小型版が主流である。古くは四段組、単色刷のものも多かったが、現在は三段組、二色刷のものが主流となっている。その他1990年代以降のものは文字コードが記載されているものが多い。

### 三省堂
辞典の古参出版社であり、初の漢和辞典とされる『漢和大字典』の版元である。漢和辞典の類が最も多く、改訂も盛んに行っている。
新明解漢和辞典
長澤規矩也〈編著〉 親字1万2200 小型
- 同社を代表する漢和辞典の一つ。1974年に初版刊行以降、1990年の第4版まで刊行。2012年に『新明解現代漢和辞典』が刊行された後も併売されている。後述する『全訳漢辞海』と比較すると国語を重視しており、日常生活向けとなっている。机上版、大字版もある。前身は『明解漢和辞典』（1959年新版、品切れ）。

新明解現代漢和辞典
影山輝國〈編集主幹〉伊藤文生・山田俊雄・戸川芳郎〈編著〉 親字1万0700 熟語5万4000 小型
- 2012年1月に『新明解漢和辞典』の後継として刊行。『新明解漢和辞典』に比べて親字数は減ったが、JIS第1水準から第4水準までの漢字を網羅しており、総ページ数は逆に300ページほど増加している。『新明解漢和辞典』の特徴だった部首配列は、『全訳漢辞海』同様に伝統的なものに戻されているが、国語重視・日常生活向けの方針は継承されている。大字版もある。

三省堂漢和辞典
長澤規矩也〈編著〉 親字7500 （中学生から一般向け）小型
- 『例解新漢和辞典』の前身。1971年に初版を刊行。中学向けのスタンダードとして販売された。四段組。

例解新漢和辞典
山田俊雄・戸川芳郎・影山輝國〈編著〉 親字7000 熟語3万5300 小型（中学生から一般向け）
- 三省堂漢和辞典の後継、1998年に初版、2012年に第四版刊行。伝統的な部首配列を採用している。「漢字に親しむ」というコラムが設けられている。

全訳漢辞海
戸川芳郎〈監修〉・佐藤進・濱口富士雄〈編〉 親字1万2500 熟語8万0000
- 2000年に初版刊行、2013年に第三版刊行、2016年に第四版刊行。漢文読解に特化しており、熟語のほとんどに出典を明記するなど、専門家から高い評価を得る。『新明解漢和辞典』と異なり伝統的な部首配列を採用している。従来の小型版のほか、机上版、大字版も刊行された。
- 【デジタル化】第三版は物書堂によりiOSアプリケーション化され、第四版はiOSアプリケーション「辞書 by 物書堂」向けコンテンツのほか、iOS／Android／Windowsアプリケーション「DONGRI」（イースト）向けコンテンツとなっている。

五十音引き漢和辞典
沖森卓也・三省堂編修所〈編〉 親字6300 熟語3万0000 小型
- 従来の部首引きではなく、字音から引けるように工夫した五十音順配列の漢和辞典。2004年2月に初版刊行、2014年12月に第二版刊行。国語を重視しており、日常生活向け。

新漢和中辞典
長澤規矩也〈編著〉 親字1万1000
- 1967年刊行。熟語は漢籍のみならず、現代語・故事成語・固有名詞など網羅しており、字音・字訓のほかに韻字や字源を明示している。

大明解漢和辞典
長澤規矩也〈編著〉
- 1960年刊行。

### KADOKAWA
角川書店創業者の角川源義は漢文学に造詣が深く、辞典は俳句とともに力を入れていた分野である。角川源義は簡野道明の『字源』を増補し自社から刊行するに当たって『字源』の版下を収められた家ごと購入したと伝えられる。ロングセラーが多く、長期間改訂されないものも多い。
角川大字源
尾崎雄二郎・西岡弘・山田俊雄・都留春雄・山田勝美〈編集〉 親字1万2300 熟語10万0000 大型
角川漢和中辞典
貝塚茂樹〈編〉 親字8000 熟語8万0000 中型
- 中辞典の先駆となった辞典の一つ。1959年刊行。

角川新字源
小川環樹・西田太一郎・赤塚忠〈編〉 親字1万0000 熟語6万0000 小型
（改訂新版）小川環樹・西田太一郎・赤塚忠・阿辻哲次・釜谷武志・木津祐子〈編〉 親字1万3500 熟語10万5000 小型
- 1968年に初版刊行、漢文学習の定番辞書の一つとして知られている。1994年に改訂版刊行以後は改訂は止まっていたが、2017年に全面改訂された「改訂新版」が刊行された。
- 【デジタル化】改訂新版はiOS用「辞書 by 物書堂」向けコンテンツ、ロゴヴィスタ電子辞典としてWindows版・Android版がある。

角川最新漢和辞典
鈴木修次・武部良明・水上静夫〈編〉 親字5000 熟語3万0000 （中学生から一般向け）小型
- 1975年に初版刊行。中学生向けから日常生活向けを重視した内容で、改訂版からはワープロ普及を睨みJISコードを記載した。1996年に改訂新版刊行、当時の一般向けには珍しい二色刷を採用。

角川必携漢和辞典
小川環樹〈編〉 親字8000 熟語4万5000 小型（高校生から一般向け）
- 1996年刊行。『新字源』より親しみやすい漢和辞典というコンセプトで制作されるとともに、高校教科書を基礎資料として、親字や収録熟語を厳選している。

角川現代漢字語辞典 -五十音引き-
阿辻哲次・林原純生・釜谷武志〈編集〉 小型 （一般向け）
- 2001年発行。パソコン普及に追随してコード記載を表記し、JIS第1水準から第4水準を網羅する。

### 大修館書店
語学関係に強みを持つ出版社で、『大漢和辞典』で著名。『明鏡国語辞典』など革新的な辞典を刊行することが多い。
大漢和辞典
諸橋轍次〈編〉 親字4万8000 熟語53万0000 大型（全15巻）
- 【デジタル化】Windows対応の「大漢和辞典デジタル版」がある。2021年4月よりジャパンナレッジの法人向けサービスでWeb版「大漢和辞典」が提供されている。

広漢和辞典
諸橋轍次・鎌田正・米山寅太郎〈著〉 親字2万0000 熟語12万0000 大型
大漢語林
鎌田正・米山寅太郎〈著〉 親字1万4000 熟語10万0000 大型
新漢和辞典
諸橋轍次・鎌田正・渡辺末吾・米山寅太郎 親字9000 熟語4万0000 小型・大型
- 大漢和辞典から生まれた漢和辞典で、1987年刊行。2002年には大型版も刊行された。

新漢語林
鎌田正・米山寅太郎〈著〉 親字1万4313 熟語5万0000 小型
- 1987年に『漢語林』として発行、改訂版を経て2004年に『新漢語林』を発行。2011年に改訂（『新漢語林』第二版）。漢文読解の専門書として定評を得ている。
- 【デジタル化】『新漢語林』第二版には、ロゴヴィスタ電子辞典としてMac版・Windows版・iOS版・Android版がある。iOS／Android／Windowsアプリケーション「DONGRI」（イースト）向けコンテンツとなっている。

大修館漢語新辞典
鎌田正・米山寅太郎〈著〉 親字1万2200 熟語4万5000 小型
- 2001年刊行。『漢語林』と同じ著者が手掛け、漢文学習を主眼とする点は同じだが、前者と比較すると中高生から一般層をターゲットに置いており、コラムや図版などを充実させている。

大修館現代漢和辞典
木村秀次・黒沢弘光〈著〉 親字7500 熟語2万5000 小型
- 1996年初版刊行。日常向けと漢文学習用の、両面の性格を持つ。五十音順で記載された熟語索引が特色。

### 学研プラス
漢字源
藤堂明保・松本昭・竹田晃・加納喜光〈編〉 親字1万7500 熟語9万6000 小型
- 1988年に初版を刊行、2001年に改訂新版、2018年に改訂第六版を刊行。頻繁に改訂を行っている。類書で最多の収録字数を誇る。
- 【デジタル化】『新漢語林』改訂第五版（2011年）には、ロゴヴィスタ電子辞典としてMac版・Windows版・iOS版・Android版がある。iOS／Android／Windowsアプリケーション「DONGRI」（イースト）向けコンテンツとなっている。カシオ・キヤノン・シャープ・セイコーインスツル・ソニーの5社が発売した電子辞書専用機には『漢字源』を搭載したものがある。

新漢和大字典
藤堂明保・加納喜光〈編〉 親字2万0000 熟語12万0000 中型。
学研現代標準漢和辞典
藤堂明保・加納喜光〈編〉 親字7550 熟語2万5000 （中学生から一般向け）小型
- 前身は中学生をターゲットにした『ジュニアアンカー漢和辞典』で、3700字を収録して1995年に刊行された。2001年に中学向けから幅を伸ばして、収録字数をほぼ倍加し初版刊行、2011年に改訂第2版刊行。見出しやレイアウトは漢字源に類似しているが、二色刷やイラストを多用するなどして、親しみやすくしている。

### 小学館
小学生向けに強みを持つ一方で、『新選漢和辞典』などを発行するパイオニアでもある。
新選漢和辞典
小林信明〈編〉 親字1万5400 熟語6万4000 小型
- 1963年初版刊行と歴史が古く、一般向け小型漢和辞典のロングセラー。以後、改訂を繰り返しており、第六版刊行後には二色刷版も刊行され、第七版後は人名用漢字対応版も刊行された。2011年に第八版を刊行。第七版までは中国の簡体字約1300字を併記していた。
- 【デジタル化】第八版を基にした「新選漢和辞典 Web版」がジャパンナレッジで提供されている。

現代漢語例解辞典
林大〈監修〉 親字9700 熟語5万0000 小型
- 新選漢和と比較して、受験などの学習目的に編纂されている。1992年に初版刊行。その後、二色刷を行い、2000年に改訂二版を刊行。部首における配置や字義で熟語を分類するなど、個性的なレイアウトを持つ。

ポケットブログレッシブ漢字辞典
加納喜光〈著〉 親字7300 ポケット判
- ポケット判漢和辞典。

### 旺文社
受験、学習用に強みを持つが、専門的な辞典も多数刊行。
旺文社漢和辞典
赤塚忠 親字9000 熟語4万8000 小型
- 『漢字典』の前身。1964年に初版刊行し、1990年に第四版刊行。業界に先駆けJISコードを記載した辞典で、索引の二色刷採用により見やすさなどからロングセラーとなった。四段組。

旺文社漢字典
小和田顯 遠藤哲夫 伊東倫厚 親字1万0000 熟語4万6000 小型
- 他社の専門的小型漢和辞典に対抗するため、1999年に初版刊行。2006年に改訂し、2011年に新装版を刊行。同社の定番漢和辞典となっている。漢文読解に注力しているが、日常向けの側面も持つ。
- 第二版がナウプロダクションによりiOSアプリケーション化されている旺文社 デジタルメディア。

漢和中辞典
赤塚忠 阿部吉雄〈編〉 親字1万1000 熟語6万2000 中型
- 1977年刊行。専ら漢文学習を目的とした専門的な中辞典。

旺文社標準漢和辞典
遠藤哲夫・小和田顯・大島晃〈編〉 親字6000 熟語4万0000 （中学生から一般向け）
1968年に初版刊行、中学向けの草分け的存在。2011年に刊行された第六版で大幅に親字数を増加させた。

### ベネッセコーポレーション
福武漢和辞典
石川忠久・小和田顕・遠藤哲夫 〈編〉 親字8000 熟語5万0000
- 1990年に刊行。絶版（同社ウェブサイトに記載なし）。四段組。

ベネッセ新修漢和辞典
新田大作・福井文雅〈著〉 親字4600 熟語2万8000 （中学生から高校生向け） 小型
- 1991年に初版刊行。中高生の学習向けで、日本漢字能力検定にも対応。五味太郎がイラストを担当している。

### 岩波書店
新漢語辞典
山口明穂・竹田晃〈編〉 親字1万2600 熟語3万9800 小型。
- 1985年に刊行された『漢語辞典』を前身とする。1994年に初版刊行。2000年に第二版刊行。同社の辞典編集部が編纂に関わっており、熟語は漢文より国語を重視した内容となっている。
- 2014年に第三版刊行｡

### 講談社
新大字典
上田万年 親字2万1094 熟語11万0000 大型
- 同社を代表する漢和辞典。1993年に『大字典』から戦後初めて全面改訂される。

講談社漢和辞典 -五十音引き-
竹田晃 坂梨隆三〈編著〉 親字1万4000 熟語4万4000 小型
- 五十音引き漢和辞典のパイオニア。類書で最大の収録字数を持つ。

### 清水書院
実用目的の漢和辞典を刊行している。
新漢和辞典
山岸徳平〈編〉 親字4200 熟語3万0000 文庫版
- 文庫サイズで、携帯、卓上用。実用目的に編纂されており、解字は省略されている。1988年に初版刊行。

要解漢和新辞典
石川忠久・三谷栄一〈編〉 親字5000 熟語4万0000 小型
- 実用目的に編纂されており、解字は省略されている。1985年に初版刊行し、机上版も発行されるなど1997年には第五版まで刊行されたが、現在絶版（同社ウェブサイトに記載なし）。

### 平凡社
白川静の著作が知られる。
字通
白川静〈著〉 親字9500 熟語22万0000 大型
- 白川静の集大成と評される。収載熟語数もさながら、解字に定評。

字統
白川静〈著〉 親字6800 大型
字訓
白川静〈著〉 親字1880 大型
常用字解
白川静〈著〉 親字2136 小型
- 常用漢字をすべて収載。2003年に初版、2012年に新常用漢字表に対応した第二版を刊行。

人名字解
白川静・津崎幸博〈著〉 親字983 小型
- 人名用漢字のみを収載。2006年に刊行。

### 新潮社
新潮日本語漢字辞典
新潮社〈編〉 親字1万5375 熟語4万7000 大型
- 国語、日常語に重視。熟語の用例を近現代文学などから採用するなど、国語辞典としての色も濃い異色作。

### 明治書院
新釈漢和辞典
吉田賢抗〈著〉 親字6600 熟語3万6000 小型（新書判）
- 1969年に初版発行、2000年に改訂第12版発行とこまめに改訂を繰り返しており、漢文読解に一定の評価を得ている。著者の吉田は同社で、『新釈漢文大系』シリーズも著述している。

### 集英社
新修漢和広辞典
宇野精一〈編〉 親字9200 熟語2万4000 三六判
- 1987年刊行。日常、実務、学習用。携帯用のため三六判となっており、外函は最初から付いていない。

### 日本漢字能力検定協会
漢検漢字辞典
宇野精一〈監修〉・日本漢字教育振興会〈編〉 親字6300 熟語4万2000
- 漢検受検対策として刊行された漢字辞典であり、漢文学的要素は皆無。珍しく楷書体を採用。2014年に第二版を刊行。

### 博友社
新修漢和大字典
小柳司気太〈著〉 親字1万0800 熟語8万0000 中型。
- 1932年に初版が刊行され、以来150余回以上の増刷を繰り返してきた漢和辞典の名著。2000年に増補版を刊行し、旧字体を改めるなどの変更を行っているが、当時の活字印刷そのままのレイアウトである。なお小柳は冨山房が出版した『詳解漢和大辞典』の編集者の一人でもある。

### 冨山房
詳解漢和大字典
親字9600 熟語5万0000
服部宇之吉・小柳司気太〈著〉 大型。
- 歴史ある漢和辞典の一つで、1916年に刊行されて以来、1000回以上の増刷が行われた。現在は絶版となっているが、根強い支持者が多い。

など

### 小学生向け漢字辞典
小学生を対象に、小学校で履修する教育漢字と中学校で履修する常用漢字（狭義の意味で。広義での常用漢字は教育漢字を包含する）を部首別に漢字を分類し、個々の漢字に対して、字意、関連熟語、その他筆順や書き方の注意などを記載した辞書である。かつては、常用漢字1945字（当時）のみを収載したものが主流であったが、近年は常用漢字外の漢字（主に人名用漢字）を補完するものが主となっている。その他特色としては、新字体での配列を基本としており、部首索引において、艸部（6画→3画（艹））、邑部（7画→3画（阝：おおざと））、阜部（8画→3画（阝：こざとへん））などの配列が偏旁に合わせたものとなっている。
近年の特色としては小学生向け国語辞典とともに紙質の改善が挙げられ、独自の紙を開発したり、合成樹脂を採用したりすることが多くなった。これは軽量化やページのめくりやすさだけでなく、深谷圭助が提唱した辞書引き学習法の普及も関係しており、従来の製本や紙質では多量の付箋貼付に耐えられなかったため耐久性の強化も理由の一つである。その他、低学年でも読めるように総ルビが常識化しているほか、故事成語や同訓異字の使い分けなど、コラム、補足が充実している。また、2020年現在販売を続ける小学館、ベネッセ、三省堂、学研の4社はいずれもオールカラー版を販売している。
チャレンジ小学漢字辞典 湊吉正〈著〉 ベネッセコーポレーション 親字2998字（常用・人名）
- 福武書店時代から同名タイトルで1985年に初版刊行。2013年現在第五版。コラムに注力しているほか、爪に部首見出しを記載するなど見やすさを追求。

例解小学漢字辞典 林四郎 大村はま〈監修〉 三省堂 親字3000字（常用・人名・表外）
- 1977年に『学習漢字辞典』として刊行。1998年に現タイトルに改め、2013年現在第四版。字意ごとに熟語を分類。類書で唯一JISコード記載がある。

例解学習漢字辞典 藤堂明保〈著〉 小学館 親字3000字（常用・人名・表外） （ドラえもんをタイアップしたバージョンもある）
- 1972年に初版刊行以来、2013年現在第七版を数える最古参の一つ。収録熟語の多さを売りとしており、第七版は2万5000語を超える。類書に先駆け、柱部分に部首一覧を設けた。

新レインボー小学漢字辞典 加納喜光〈監修・編集〉 学研 親字約3000字（常用・人名）（第5版よりディズニーとタイアップしたバージョンを販売）
- 古くは『学研小学漢字辞典』として1980年に刊行。1996年に『レインボー小学漢字辞典』、更に改訂後は“新”を冠するようになり、2013年現在改訂第四版。前身から数えると改訂は7回以上に及ぶ。類書と比較するとイラストを多用、コラムにも注力している。類書に先駆けて、総ルビを行っている。

旺文社小学漢字新辞典 尾上兼英〈監修〉 旺文社 親字3200字（常用・人名・表外）
- 1987年に初版刊行、2013年現在第四版。常用漢字外の漢字を積極的に採用するなど、類書最多の収録字数を売りとしている。

小学漢字辞典（シグマベスト） 鎌田正 江連隆 青木五郎〈監修〉 文英堂 親字2998字（常用・人名）
- 1987年に『くわしい小学漢和辞典（シグマベスト）』として刊行。1996年から現書名に改める。2013年現在第四版。類書で最も軽量かつ最小容積（ページ数が少ないわけではない）。文字のなりたちに詳しいほか、常用漢字全てに画数表記（20画まで省略なし）がある。

下村式小学学習漢字辞典 下村昇〈著・編集〉 偕成社 親字2136字（常用漢字のみ）
その他、くもん出版が教育漢字1006字のみを対象とした『小学漢字字典』を発行しているほか、光村図書出版、教育同人社が学校教材として販売を行っており、光村版は一般書店にも販売ルートを持つ。
小学漢字新辞典 甲斐睦朗 〈監修〉光村図書出版 親字2136字（巻末に人名用漢字一覧）
- 前身は『光村漢字学習辞典』で、1997年の刊行。小学校の国語学習と関連させ、重要な熟語は見出しを大きくしている。

かつては講談社からも『学習新漢字辞典』が定期的に発行されていたが、1998年11月を最後に改訂は行っておらず、2010年以降の改訂常用漢字表対応のものは存在しない（但し、2013年2月時点でも購入可能となっている）。その他、2003年に教材大手の日本標準が『小学漢字学習辞典』を、1985年には角川書店が『最新小学漢字辞典』を（1988年に改訂後、絶版。現在、同社は小学生向け辞書からは撤退している）、1975年まで誠文堂新光社が『小学生の漢字辞典』を刊行していたことがある。
これらは国語辞典と対になっており、セット販売を行っているものがある。